# مسجد سيدي بشير
مسجد سيدي بشير يقع مسجد سيدي البشير في مدينة أحمد آباد، بسبب البناء الفريد ويسمى أيضا مسجد جلتار مينار أو المآذن المصافحة .

## التاريخ
يعتقد أن المسجد شيد من قبل سيدي البشير، عبد السلطان أحمد شاه، وفي قصة أخرى يقال أن المسجد تم بناؤه من قبل مالك سارانج، وهو قاضي في سلطة محمد بغادا، أحد سلاطين ولاية غوجارات، وتم الانتهاء من مسجد في عام 1452.

## المآذن
هناك مأذنتين في المساجد، كل منها تحتوي على ثلاثة طوابق مع شرفات منحوتة، وهناك اهتزاز بسيط في الماذن ناتج عن اهتزاز مئذنة إلى مئذنة أخرى، وتهتز المأذنة بضع ثوان فقط، على الرغم من خط مرور يربط بين المأذنتين لا يزال الخط خالي من الاهتزاز، ولم يعرف السبب الفعلي لهذا الاهتزاز، وقد لوحظت هذه الظاهرة لأول مرة في القرن التاسع عشر الميلادي من قبل مونسير وليامز وهو عالم اللغة الإنجليزية .

## اهنزاز المآذن
هناك مسجد آخر في مدينة أحمد أباد دعي لزيارته اسمه مسجد راج بيبي، وجد أنه أيضا فيه اهتزاز في المآذن، اهتزاز مماثل لتلك الاهتزازات الحاصلة في مسجد سيدي البشير، ولكن البريطانيين فككوا واحدة من المأذنتين من أجل دراسة البناء، ولا يمكن وضع المأذن معا مرة أخرى،
وهناك أيضا مسجد في أصفهان وجدت فيه اهتزاز للماذن .

## الوضع الحالي
يقع المسجد قبالة محطة السكك الحديدية، ومدينة أحمد أباد هي واحدة من الوجهات السياحية الأكثر شعبية في الهند، تم حظر الدخول إلى المئذنة التي تهز عقب وقوع حادث في قطب مينار في دلهي، حيث أدى التدافع في إلى العديد من الاصابات وإلى موت عدد من الأطفال .